# Net als toen
«Net als toen» —en español: «Tal como entonces»— es una canción compuesta por Guus Jansen e interpretada en neerlandés por Corry Brokken. Participó en el Festival de la Canción de Eurovisión en 1957, y se declaró ganadora de esa edición, siendo así la primera victoria para los Países Bajos.

## Festival de la Canción de Eurovisión 1957
Esta canción fue elegida como representación neerlandesa en el Festival de Eurovisión 1957 mediante una final nacional. La orquesta fue dirigida por Dolf van der Linden.
La canción fue interpretada octava en la noche del 3 de marzo de 1957, precedida por Austria con Bob Martin interpretando «Wohin, kleines Pony?» y seguida por Francia con Paule Desjardins interpretando «La belle amour». Finalmente, recibió 31 puntos, quedando en primer puesto y declarándose ganadora del certamen.
Fue sucedida como representación neerlandesa en el Festival de 1958 por ella misma, esta vez con «Heel de Wereld».

## Letra
La canción es una canción melódica clásica, cercana al estilo crooner femenino, en la que la cantante se dirige a su marido y le pregunta si recuerda sus inicios como pareja. La letra sugiere que el romance ha desaparecido del matrimonio, aunque no siempre ha sido así. Brokken grabó también la canción en francés y alemán, como «Tout comme avant» y «Damals war alles so schön» respectivamente.